# 王安石

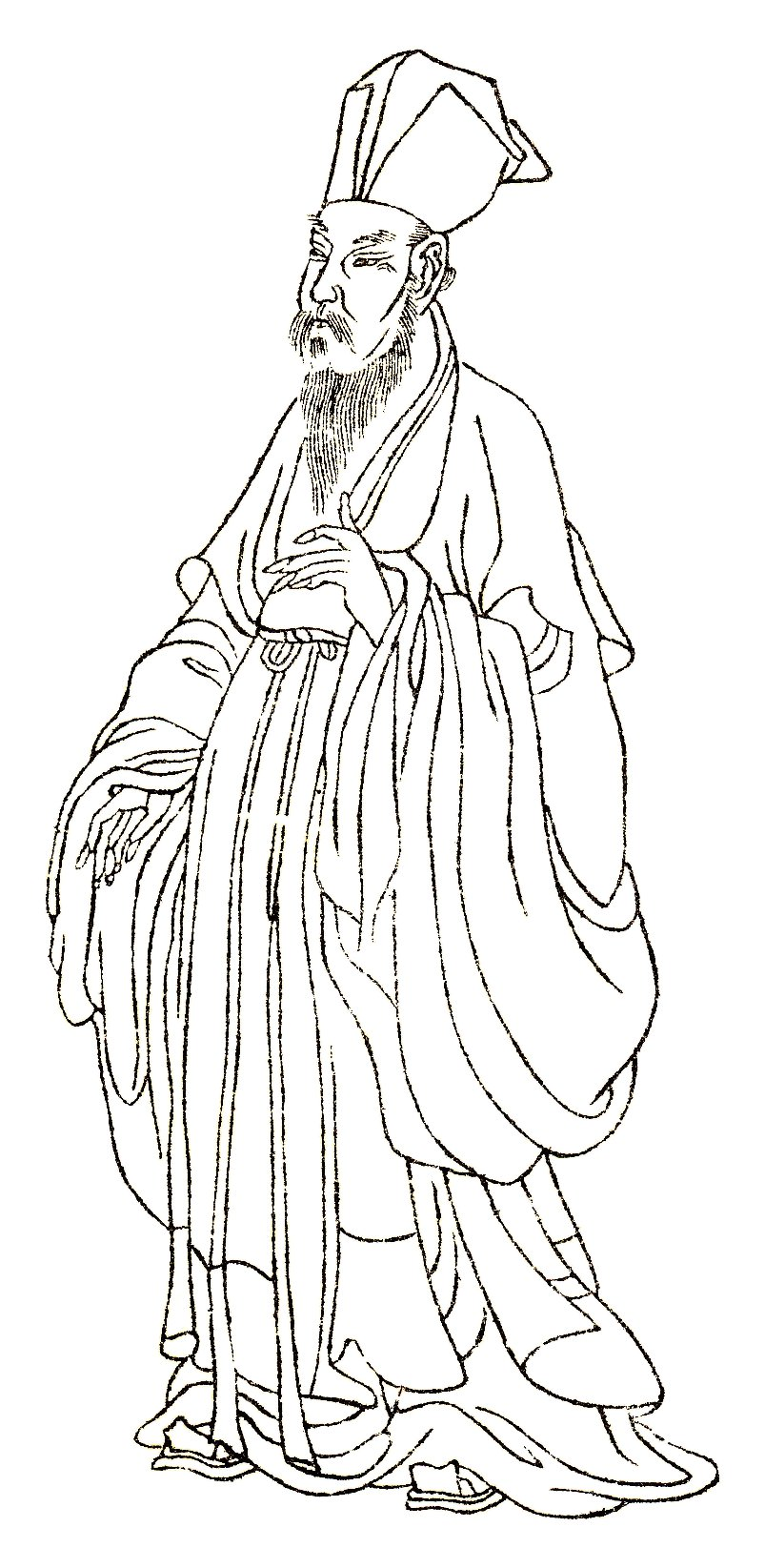
王安石

王 安石（おう あんせき、拼音: Wáng Ānshí、天禧5年11月12日（1021年12月18日）- 元祐元年4月6日（1086年5月21日））は、北宋の政治家・思想家・詩人・文学者。字は介甫。号は半山。撫州臨川県の人。新法党の領袖。神宗の政治顧問となり、制置三司条例司を設置して新法を実施し、政治改革に乗り出す。文章家としても有名で、仁宗に上奏した「万言書」は名文として称えられ、唐宋八大家の一人に数えられる。また詩人としても有名である。儒教史上、新学（荊公新学）の創始者であり、『周礼』『詩経』『書経』に対する注釈書『三経新義』を作り、学官に立てた。

## 略歴

### 少年時代
王安石は幼い頃から読書が好きで、博聞強記であった。よく父の王益に連れられて各地域に回り、民間の事情を目にした。宝元2年（1039年）、46歳だった父の王益は江寧通判の任地で亡くなった。

### 地方官時代
王安石の父の王益は地方官止まりの官僚で、王安石の家は家族が多く、豊かでなかった。慶暦2年（1042年）、22歳の時に4位で進士となる。その後は家族を養うため、中央官僚より給料がよかった地方官を歴任する。
嘉祐3年（1058年）、王安石は政治改革を訴える上奏文を出して、大きく注目された。後に王安石と激しい論戦を繰り広げる事になる司馬光らもこの時期には王安石を賞賛する声を送っていた。この声を受けて熙寧2年（1067年）、神宗に一地方官から皇帝の側近たる翰林学士に抜擢され、更に熙寧4年（1069年）には副宰相となり、政治改革にあたることになる。

### 新法
王安石は若手の官僚を集めて制置三司条例司という組織を作り、改革を推し進めた。熙寧5年（1072年）には首席宰相となり、本格的に改革を始める。新法の具体的な内容に関しては新法・旧法の争いを参照のこと。王安石の新法の特徴は大商人・大地主達の利益を制限して中小の農民・商人たちの保護をすると同時に、その制度の中で政府も利益を上げるというところにある。また王安石を中心として『周官新義』が成立したのもこの時期である。彼は検討官十余名に『周礼』『詩』『書』の注釈書『三経新義』の作成が国の推進事業として開始されたのは熙寧6年（1073年）から始まり完成したのは1075年でこれは、科挙の改革にも影響を与えるものになる。この他『詩経新義』も王安石の著作である。

### 失脚
まず熙寧7年（1074年）に河北で大旱魃が起こったことを「これは新法に対する天の怒りである。」と上奏され、これに乗った皇太后高氏・宦官・官僚の強い反対により神宗も王安石を解任せざるを得なくなり、王安石は地方へと左遷された。新法派には王安石以外には人材を欠いており、王安石の後を継いで新法を推し進めていた呂恵卿などは権力欲が強く、新法派内部での分裂を招いた。翌年に王安石は復職するが、息子の王雱の死もあり王安石の気力は尽きて熙寧9年（1076年）に辞職し、翌年に致仕（引退）して隠棲した。ただ、王の引退後も神宗の意向で新法継続がなされて「行財政改革」に関してはほぼ当初の目的を達成してはいる。
しかし、元豊8年（1085年）に神宗が死去し、翌年には王安石も死去する。神宗が死ぬと新法に大反対であった皇太后により司馬光が宰相となり、一気に新法を廃止するが、間もなく司馬光も死去する。王安石・司馬光の両巨頭亡き後の新法と旧法の争いは醜い党争に堕し、どちらかの派閥が勝利するたびに法律も一新されることが繰り返され、大きな政治的混乱を生むことになる。この混乱が北宋滅亡の大きな原因とされる。

## 思想
王安石は政治家であり、文人であるとともに思想家でもあった。その思想・理論は「荊公新学」と呼ばれた。王安石の思想は多数の書籍と文章で延べられている。代表的な作品としては、『周官新義』と『字説』がある。これらの著作は後の新学派の主要理論の根拠となった。

### 性論
性説については、「孟・荀・揚・韓四子の性説を批判し、彼独自の性説を樹てた」と評される。
論考の性説と原性によれば、その主張は性情一致説であり、「性情は共に心にある一の存在で、同質のものであるが、それが内にありて動かざる時は、性であり、外に発して情となるにすぎない」とした。

## 文学
王安石は文学者としても優れており、その作品は『臨川集』にまとめられている。散文家としては「唐宋八大家」の一人に数えられ、代表作としては前述の「万言書」や「孟嘗君伝を読む」「仁宗皇帝に上りて事を言うの書」「嘆息行」「明妃曲二首」「江上」などがある。
詩人としては用語・構成ともに入念に考え抜かれ、典故を巧みに用いた知的で精緻な作風が特徴である。特に七言絶句は北宋第一とされ、欧陽脩や蘇軾のような旧法党の人々からも高い評価を得ていた。また先人の詩句を集め、そのイメージを受け継いだり変化させたりすることによって新しい詩を作るという手法（集句）に強い関心を示したが、これは黄庭堅に代表される江西詩派の主張する「換骨奪胎法」にと受け継がれることになった。
なお、「紅一点」の由来として王安石の作とされる詩が挙げられる。すなわち、 「石榴」の「万緑叢中一点紅 、人を動かす春色は須く多かるべからず」という句である。もっとも、現行本の『臨川集』には確認できず、一説には唐人の作ともされる。
また、漢字の由来を述べた大著『字説』を著した。
王安石は、後世の小説戯曲においては悪役扱いになることが多い。（蘇軾の「張文潛県丞に答うるの書」に見える）

### 訳注・伝記
- 『王安石　中国詩人選集第二集 4』 清水茂訳注、岩波書店、1962年
- 『唐宋八大家文読本 七　曾鞏・王安石』 遠藤哲夫訳著、明治書院〈新釈漢文大系 114〉、1998年（前者は沢口剛雄）
- 三浦國雄 『王安石　濁流に立つ』 集英社〈中国の人と思想7〉、1985年
- 小林義廣 『王安石　北宋の孤高の改革者』 山川出版社〈世界史リブレット人〉、2013年
- 横山伊勢雄 「王安石の詩と詩論」- 『宋代文人の詩と詩論』所収、創文社〈東洋学叢書〉、2009年